# Edin Višća
Edin Višća (Olovo, 17 febbraio 1990) è un calciatore bosniaco, centrocampista o ala del Trabzonspor.

## Caratteristiche tecniche
Gioca principalmente come ala destra, ma può essere schierato anche come seconda punta; è dotato di un'ottima tecnica individuale, possiede anche una buona capacità di corsa, svariando ripetutamente su tutto il fronte d'attacco, fa del dribbling del dinamismo e della resistenza fisica i suoi punti di forza principali, ed è molto abile negli inserimenti senza palla. Si dimostra inoltre un buon rigorista, ha messo a segno 20 penalty su 24 calciati.

## Carriera

### Club

#### Inizi in patria
Cresce calcisticamente nelle giovanili del Budućnost per poi tornare in patria nel Željezničar, con cui debutta il 27 febbraio 2010 contro il Čelik Zenica. In due anni con i plavi colleziona globalmente tra tutte le competizioni, 53 presenze e 13 reti, vincendo anche un campionato bosniaco.

### Istanbul Başakşehir
Il 16 agosto 2011 passa all'İstanbul Başakşehir, con cui firma un contratto quadriennale, scegliendo la maglia numero 7. Debutta con i gufi l'11 settembre seguente contro il Galatasaray; mentre segna la prima rete, il 3 gennaio 2012, in occasione della gara di ritorno contro il Galatasaray.
Nella stagione 2013-2014 è tra i protagonisti dalla vittoria della 1. Lig con conseguente promozione in Süper Lig grazie ad un contributo di 10 gol e 10 assist in 34 presenze, tra cui la 100° con il club il 24 aprile 2014 contro il Gaziantep.
Nella stagione 2015-2016 disputa in tutte le competizioni 41 presenze segnando 17 reti; nelle stagioni successive andrà per ben cinque volte consecutive in doppia cifra, permettendogli il 14 gennaio 2017 di diventare il miglior marcatore di tutti i tempi, superando il precedente record di 50 reti.
Il 2 maggio 2019, reduce da una stagione in cui ha messo a segno 13 reti, viene nominato "giocatore della stagione della Süper League", diventando il primo bosniaco a conseguire questo premio.
Il 27 febbraio del 2020 nella gara di ritorno dei sedicesimi di finale di Europa League mette a segno una doppietta decisiva, che permette alla squadra turca, di passare il turno ai danni dello Sporting Lisbona.
Con i Gufi vince per la prima volta il campionato turco 2019-2020, contribuendo notevolmente durante la stagione al titolo, segnando 13 reti e fornendo ben 13 assist, per un totale complessivo di 47 gare e 19 reti tra tutte le competizioni. Il 26 luglio 2020, nella partita persa per 3-2 in trasferta contro il Kasımpaşa, realizza la rete numero 100 con la maglia arancioblù. Nell'ottobre dello stesso anno, rinnova il proprio contratto fino al giugno del 2025 con la società turca.
Il 20 ottobre successivo, fa il suo esordio nella fase a gironi di Champions League, nella partita persa per 2-0 in trasferta contro il RB Lipsia. Il 4 novembre è decisiva la sua prestazione (gol e assist) nella prima vittoria storica in Champions del club turco, per 2-1 in casa contro il Manchester Utd.

#### Trabzonspor
Il 5 gennaio 2022, lascia il Başakşehir dopo più di dieci anni, raccogliendo complessivamente in tutte le competizioni 398 presenze e 110 reti, per firmare un contratto di tre anni e mezzo con il Trabzonspor.

### Nazionale
Dopo aver disputato alcune presenze nelle nazionali giovanili bosniache, dal dicembre 2010 fa parte stabilmente dei convocati della nazionale bosniaca dove ha debuttato il 10 dicembre successivo giocando da titolare, in un'amichevole contro la Polonia. Con la propria nazionale, ha partecipato inoltre anche alla Coppa del Mondo FIFA 2014, dove ha disputato due incontri nella fase finale della manifestazione, rispettivamente contro Argentina e Iran.
Il 12 giugno 2015 segna le sue prime reti in nazionale, mettendo a segno una doppietta contro l'Israele, in una partita valida alla qualificazione ad Euro 2016. Il 1º giugno 2018 realizza una tripletta nell'amichevole vinta per 3-1 in trasferta contro la Corea del Sud. Il 21 maggio 2021, ha annunciato a soli 31 anni, il suo ritiro dalla nazionale.

## Statistiche

### Presenze e reti nei club
Statistiche aggiornate al 28 novembre 2023
| Stagione                   | Squadra                    | Campionato                 | Campionato | Campionato | Coppa nazionali | Coppa nazionali | Coppa nazionali | Coppe continentali | Coppe continentali | Coppe continentali | Altre coppe | Altre coppe | Altre coppe | Totale | Totale |
| Stagione                   | Squadra                    | Comp                       | Pres       | Reti       | Comp            | Pres            | Reti            | Comp               | Pres               | Reti               | Comp        | Pres        | Reti        | Pres   | Reti   |
| -------------------------- | -------------------------- | -------------------------- | ---------- | ---------- | --------------- | --------------- | --------------- | ------------------ | ------------------ | ------------------ | ----------- | ----------- | ----------- | ------ | ------ |
| 2008-2009                  | Budućnost                  | PRVA                       | 1          | 1          | -               | -               | -               | -                  | -                  | -                  | -           | -           | -           | 1      | 1      |
| gen.-giu. 2010             | Željezničar                | PL                         | 11         | 2          | CBE             | 3               | 2               | -                  | -                  | -                  | -           | -           | -           | 14     | 4      |
| 2010-2011                  | Željezničar                | PL                         | 27         | 9          | CBE             | 6               | 0               | UCL                | 2                  | 0                  | -           | -           | -           | 35     | 9      |
| lug.-ago. 2011             | Željezničar                | PL                         | 1          | 0          | CBE             | 0               | 0               | UEL                | 3                  | 0                  | -           | -           | -           | 4      | 0      |
| Totale Željezničar         | Totale Željezničar         | Totale Željezničar         | 39         | 11         |                 | 9               | 2               |                    | 5                  | 0                  |             | -           | -           | 53     | 13     |
| 2011-2012                  | Başakşehir                 | SL                         | 33+3       | 5+0        | TK              | 1               | 0               | -                  | -                  | -                  | -           | -           | -           | 37     | 5      |
| 2012-2013                  | Başakşehir                 | SL                         | 28         | 3          | TK              | 0               | 0               | -                  | -                  | -                  | -           | -           | -           | 28     | 3      |
| 2013-2014                  | Başakşehir                 | 1L                         | 34         | 10         | TK              | 1               | 0               | -                  | -                  | -                  | -           | -           | -           | 35     | 10     |
| 2014-2015                  | Başakşehir                 | SL                         | 34         | 8          | TK              | 1               | 0               | -                  | -                  | -                  | -           | -           | -           | 35     | 8      |
| 2015-2016                  | Başakşehir                 | SL                         | 34         | 17         | TK              | 5               | 0               | UEL                | 2                  | 0                  | -           | -           | -           | 41     | 17     |
| 2016-2017                  | Başakşehir                 | SL                         | 34         | 8          | TK              | 6               | 0               | UEL                | 3                  | 2                  | -           | -           | -           | 43     | 10     |
| 2017-2018                  | Başakşehir                 | SL                         | 33         | 9          | TK              | 1               | 0               | UCL+UEL            | 4+5                | 2+3                | -           | -           | -           | 43     | 14     |
| 2018-2019                  | Başakşehir                 | SL                         | 34         | 13         | TK              | 2               | 1               | UEL                | 2                  | 0                  | -           | -           | -           | 38     | 14     |
| 2019-2020                  | Başakşehir                 | SL                         | 33         | 13         | TK              | 2               | 0               | UCL+UEL            | 2+10               | 6                  | -           | -           | -           | 47     | 19     |
| 2020-2021                  | Başakşehir                 | SL                         | 26         | 5          | TK              | 1               | 0               | UCL                | 5                  | 1                  | -           | -           | -           | 32     | 6      |
| 2021-gen. 2022             | Başakşehir                 | SL                         | 18         | 4          | TK              | 1               | 0               | -                  | -                  | -                  | -           | -           | -           | 19     | 4      |
| Totale İstanbul Başakşehir | Totale İstanbul Başakşehir | Totale İstanbul Başakşehir | 341+3      | 95         |                 | 21              | 1               |                    | 33                 | 14                 |             | -           | -           | 398    | 110    |
| gen.-giu. 2022             | Trabzonspor                | SL                         | 18         | 5          | TK              | 3               | 1               | UECL               | -                  | -                  | -           | -           | -           | 21     | 6      |
| 2022-2023                  | Trabzonspor                | SL                         | 13         | 2          | TK              | 1               | 0               | UCL+UEL+UECL       | -                  | -                  | ST          | 1           | 0           | 15     | 2      |
| 2023-2024                  | Trabzonspor                | SL                         | 25         | 3          | TK              | 3               | 0               | -                  | -                  | -                  | -           | -           | -           | 28     | 3      |
| Totale Trabzonspor         | Totale Trabzonspor         | Totale Trabzonspor         | 56         | 10         |                 | 7               | 1               |                    | -                  | -                  |             | 1           | 0           | 64     | 11     |
| Totale carriera            | Totale carriera            | Totale carriera            | 440        | 117        |                 | 38              | 4               |                    | 38                 | 14                 |             | 1           | 0           | 517    | 135    |

### Cronologia presenze e reti in nazionale
| Cronologia completa delle presenze e delle reti in nazionale ― Bosnia ed Erzegovina | Cronologia completa delle presenze e delle reti in nazionale ― Bosnia ed Erzegovina | Cronologia completa delle presenze e delle reti in nazionale ― Bosnia ed Erzegovina | Cronologia completa delle presenze e delle reti in nazionale ― Bosnia ed Erzegovina | Cronologia completa delle presenze e delle reti in nazionale ― Bosnia ed Erzegovina | Cronologia completa delle presenze e delle reti in nazionale ― Bosnia ed Erzegovina | Cronologia completa delle presenze e delle reti in nazionale ― Bosnia ed Erzegovina | Cronologia completa delle presenze e delle reti in nazionale ― Bosnia ed Erzegovina |
| Data                                                                                | Città                                                                               | In casa                                                                             | Risultato                                                                           | Ospiti                                                                              | Competizione                                                                        | Reti                                                                                | Note                                                                                |
| ----------------------------------------------------------------------------------- | ----------------------------------------------------------------------------------- | ----------------------------------------------------------------------------------- | ----------------------------------------------------------------------------------- | ----------------------------------------------------------------------------------- | ----------------------------------------------------------------------------------- | ----------------------------------------------------------------------------------- | ----------------------------------------------------------------------------------- |
| 10-12-2010                                                                          | Adalia                                                                              | Polonia                                                                             | 2 – 2                                                                               | Bosnia ed Erzegovina                                                                | Amichevole                                                                          | -                                                                                   | 90+3’                                                                               |
| 6-2-2013                                                                            | Lubiana                                                                             | Slovenia                                                                            | 0 – 3                                                                               | Bosnia ed Erzegovina                                                                | Amichevole                                                                          | -                                                                                   | 70’                                                                                 |
| 7-6-2013                                                                            | Riga                                                                                | Lettonia                                                                            | 0 – 5                                                                               | Bosnia ed Erzegovina                                                                | Qual. Mondiali 2014                                                                 | -                                                                                   | 70’                                                                                 |
| 14-8-2013                                                                           | Sarajevo                                                                            | Bosnia ed Erzegovina                                                                | 3 – 4                                                                               | Stati Uniti                                                                         | Amichevole                                                                          | -                                                                                   | 63’                                                                                 |
| 6-9-2013                                                                            | Zenica                                                                              | Bosnia ed Erzegovina                                                                | 0 – 1                                                                               | Slovacchia                                                                          | Qual. Mondiali 2014                                                                 | -                                                                                   | 65’                                                                                 |
| 10-9-2013                                                                           | Žilina                                                                              | Slovacchia                                                                          | 1 – 2                                                                               | Bosnia ed Erzegovina                                                                | Qual. Mondiali 2014                                                                 | -                                                                                   | 69’                                                                                 |
| 18-11-2013                                                                          | St. Louis                                                                           | Argentina                                                                           | 2 – 0                                                                               | Bosnia ed Erzegovina                                                                | Amichevole                                                                          | -                                                                                   | 69’                                                                                 |
| 5-3-2014                                                                            | Innsbruck                                                                           | Bosnia ed Erzegovina                                                                | 0 – 2                                                                               | Egitto                                                                              | Amichevole                                                                          | -                                                                                   | 63’                                                                                 |
| 30-5-2014                                                                           | St. Louis                                                                           | Bosnia ed Erzegovina                                                                | 2 – 1                                                                               | Costa d'Avorio                                                                      | Amichevole                                                                          | -                                                                                   |                                                                                     |
| 3-6-2014                                                                            | Chicago                                                                             | Messico                                                                             | 0 – 1                                                                               | Bosnia ed Erzegovina                                                                | Amichevole                                                                          | -                                                                                   | 77’                                                                                 |
| 15-6-2014                                                                           | Rio de Janeiro                                                                      | Argentina                                                                           | 2 – 1                                                                               | Bosnia ed Erzegovina                                                                | Mondiali 2014 - 1º turno                                                            | -                                                                                   | 71’                                                                                 |
| 25-6-2014                                                                           | Salvador                                                                            | Bosnia ed Erzegovina                                                                | 3 – 1                                                                               | Iran                                                                                | Mondiali 2014 - 1º turno                                                            | -                                                                                   | 84’                                                                                 |
| 4-9-2014                                                                            | Tuzla                                                                               | Bosnia ed Erzegovina                                                                | 3 – 0                                                                               | Liechtenstein                                                                       | Amichevole                                                                          | -                                                                                   | 62’                                                                                 |
| 13-10-2014                                                                          | Zenica                                                                              | Bosnia ed Erzegovina                                                                | 1 – 1                                                                               | Belgio                                                                              | Qual. Euro 2016                                                                     | -                                                                                   | 72’                                                                                 |
| 16-11-2014                                                                          | Haifa                                                                               | Israele                                                                             | 3 – 0                                                                               | Bosnia ed Erzegovina                                                                | Qual. Euro 2016                                                                     | -                                                                                   | 46’                                                                                 |
| 28-3-2015                                                                           | Andorra la Vella                                                                    | Andorra                                                                             | 0 – 3                                                                               | Bosnia ed Erzegovina                                                                | Qual. Euro 2016                                                                     | -                                                                                   |                                                                                     |
| 12-6-2015                                                                           | Zenica                                                                              | Bosnia ed Erzegovina                                                                | 3 – 1                                                                               | Israele                                                                             | Qual. Euro 2016                                                                     | 2                                                                                   | 80’                                                                                 |
| 3-9-2015                                                                            | Bruxelles                                                                           | Belgio                                                                              | 3 – 1                                                                               | Bosnia ed Erzegovina                                                                | Qual. Euro 2016                                                                     | -                                                                                   |                                                                                     |
| 10-10-2015                                                                          | Zenica                                                                              | Bosnia ed Erzegovina                                                                | 2 – 0                                                                               | Galles                                                                              | Qual. Euro 2016                                                                     | -                                                                                   | 61’                                                                                 |
| 13-10-2015                                                                          | Nicosia                                                                             | Cipro                                                                               | 2 – 3                                                                               | Bosnia ed Erzegovina                                                                | Qual. Euro 2016                                                                     | -                                                                                   | 79’                                                                                 |
| 13-11-2015                                                                          | Zenica                                                                              | Bosnia ed Erzegovina                                                                | 1 – 1                                                                               | Irlanda                                                                             | Qual. Euro 2016                                                                     | -                                                                                   | 73’                                                                                 |
| 16-11-2015                                                                          | Dublino                                                                             | Irlanda                                                                             | 2 – 0                                                                               | Bosnia ed Erzegovina                                                                | Qual. Euro 2016                                                                     | -                                                                                   |                                                                                     |
| 25-3-2016                                                                           | Lussemburgo                                                                         | Lussemburgo                                                                         | 0 – 3                                                                               | Bosnia ed Erzegovina                                                                | Amichevole                                                                          | -                                                                                   |                                                                                     |
| 29-3-2016                                                                           | Zurigo                                                                              | Svizzera                                                                            | 0 – 2                                                                               | Bosnia ed Erzegovina                                                                | Amichevole                                                                          | -                                                                                   | 41’ 50’                                                                             |
| 29-5-2016                                                                           | San Gallo                                                                           | Spagna                                                                              | 3 – 1                                                                               | Bosnia ed Erzegovina                                                                | Amichevole                                                                          | -                                                                                   | 46’                                                                                 |
| 6-9-2016                                                                            | Zenica                                                                              | Bosnia ed Erzegovina                                                                | 5 – 0                                                                               | Estonia                                                                             | Qual. Mondiali 2018                                                                 | -                                                                                   | 75’                                                                                 |
| 7-10-2016                                                                           | Bruxelles                                                                           | Belgio                                                                              | 4 – 0                                                                               | Bosnia ed Erzegovina                                                                | Qual. Mondiali 2018                                                                 | -                                                                                   | 73’                                                                                 |
| 10-10-2016                                                                          | Zenica                                                                              | Bosnia ed Erzegovina                                                                | 2 – 0                                                                               | Cipro                                                                               | Qual. Mondiali 2018                                                                 | -                                                                                   | 78’                                                                                 |
| 25-3-2017                                                                           | Zenica                                                                              | Bosnia ed Erzegovina                                                                | 5 – 0                                                                               | Gibilterra                                                                          | Qual. Mondiali 2018                                                                 | 1                                                                                   |                                                                                     |
| 9-6-2017                                                                            | Zenica                                                                              | Bosnia ed Erzegovina                                                                | 0 – 0                                                                               | Grecia                                                                              | Qual. Mondiali 2018                                                                 | -                                                                                   |                                                                                     |
| 31-8-2017                                                                           | Nicosia                                                                             | Cipro                                                                               | 3 – 2                                                                               | Bosnia ed Erzegovina                                                                | Qual. Mondiali 2018                                                                 | 1                                                                                   | 65’                                                                                 |
| 3-9-2017                                                                            | Faro                                                                                | Gibilterra                                                                          | 0 – 4                                                                               | Bosnia ed Erzegovina                                                                | Qual. Mondiali 2018                                                                 | -                                                                                   |                                                                                     |
| 7-10-2017                                                                           | Sarajevo                                                                            | Bosnia ed Erzegovina                                                                | 3 – 4                                                                               | Belgio                                                                              | Qual. Mondiali 2018                                                                 | 1                                                                                   | 71’                                                                                 |
| 27-3-2018                                                                           | Le Havre                                                                            | Senegal                                                                             | 0 – 0                                                                               | Bosnia ed Erzegovina                                                                | Amichevole                                                                          | -                                                                                   | 69’                                                                                 |
| 28-5-2018                                                                           | Zenica                                                                              | Bosnia ed Erzegovina                                                                | 0 – 0                                                                               | Montenegro                                                                          | Amichevole                                                                          | -                                                                                   | 52’ 62’                                                                             |
| 1-6-2018                                                                            | Jeonju                                                                              | Corea del Sud                                                                       | 1 – 3                                                                               | Bosnia ed Erzegovina                                                                | Amichevole                                                                          | 3                                                                                   | 82’                                                                                 |
| 8-9-2018                                                                            | Belfast                                                                             | Irlanda del Nord                                                                    | 1 – 2                                                                               | Bosnia ed Erzegovina                                                                | UEFA Nations League 2018-2019 - 1º turno                                            | -                                                                                   |                                                                                     |
| 11-9-2018                                                                           | Zenica                                                                              | Bosnia ed Erzegovina                                                                | 1 – 0                                                                               | Austria                                                                             | UEFA Nations League 2018-2019 - 1º turno                                            | -                                                                                   | 87’                                                                                 |
| 11-10-2018                                                                          | Rize                                                                                | Turchia                                                                             | 0 – 0                                                                               | Bosnia ed Erzegovina                                                                | Amichevole                                                                          | -                                                                                   | 46’                                                                                 |
| 15-10-2018                                                                          | Sarajevo                                                                            | Bosnia ed Erzegovina                                                                | 2 – 0                                                                               | Irlanda del Nord                                                                    | UEFA Nations League 2018-2019 - 1º turno                                            | -                                                                                   | 88’                                                                                 |
| 15-11-2018                                                                          | Vienna                                                                              | Austria                                                                             | 0 – 0                                                                               | Bosnia ed Erzegovina                                                                | UEFA Nations League 2018-2019 - 1º turno                                            | -                                                                                   |                                                                                     |
| 18-11-2018                                                                          | Las Palmas                                                                          | Spagna                                                                              | 1 – 0                                                                               | Bosnia ed Erzegovina                                                                | Amichevole                                                                          | -                                                                                   | 81’                                                                                 |
| 23-3-2019                                                                           | Sarajevo                                                                            | Bosnia ed Erzegovina                                                                | 2 – 1                                                                               | Armenia                                                                             | Qual. Euro 2020                                                                     | -                                                                                   |                                                                                     |
| 26-3-2019                                                                           | Zenica                                                                              | Bosnia ed Erzegovina                                                                | 2 – 2                                                                               | Grecia                                                                              | Qual. Euro 2020                                                                     | 1                                                                                   |                                                                                     |
| 8-6-2019                                                                            | Tampere                                                                             | Finlandia                                                                           | 2 – 0                                                                               | Bosnia ed Erzegovina                                                                | Qual. Euro 2020                                                                     | -                                                                                   | 86’                                                                                 |
| 11-6-2019                                                                           | Torino                                                                              | Italia                                                                              | 2 – 1                                                                               | Bosnia ed Erzegovina                                                                | Qual. Euro 2020                                                                     | -                                                                                   |                                                                                     |
| 5-9-2019                                                                            | Zenica                                                                              | Bosnia ed Erzegovina                                                                | 5 – 0                                                                               | Liechtenstein                                                                       | Qual. Euro 2020                                                                     | 1                                                                                   |                                                                                     |
| 8-9-2019                                                                            | Erevan                                                                              | Armenia                                                                             | 4 – 2                                                                               | Bosnia ed Erzegovina                                                                | Qual. Euro 2020                                                                     | -                                                                                   | 25’ 64’                                                                             |
| 12-10-2019                                                                          | Zenica                                                                              | Bosnia ed Erzegovina                                                                | 4 – 1                                                                               | Finlandia                                                                           | Qual. Euro 2020                                                                     | -                                                                                   | 18’                                                                                 |
| 15-11-2019                                                                          | Zenica                                                                              | Bosnia ed Erzegovina                                                                | 0 – 3                                                                               | Italia                                                                              | Qual. Euro 2020                                                                     | -                                                                                   | 61’                                                                                 |
| 4-9-2020                                                                            | Firenze                                                                             | Italia                                                                              | 1 – 1                                                                               | Bosnia ed Erzegovina                                                                | UEFA Nations League 2020-2021 - 1º turno                                            | -                                                                                   | 86’                                                                                 |
| 7-9-2020                                                                            | Zenica                                                                              | Bosnia ed Erzegovina                                                                | 1 – 2                                                                               | Polonia                                                                             | UEFA Nations League 2020-2021 - 1º turno                                            | -                                                                                   | 46’                                                                                 |
| 8-10-2020                                                                           | Sarajevo                                                                            | Bosnia ed Erzegovina                                                                | 1 – 1 dts (3 – 4 dtr)                                                               | Irlanda del Nord                                                                    | Qual. Euro 2020                                                                     | -                                                                                   |                                                                                     |
| 14-10-2020                                                                          | Breslavia                                                                           | Polonia                                                                             | 3 – 0                                                                               | Bosnia ed Erzegovina                                                                | UEFA Nations League 2020-2021 - 1º turno                                            | -                                                                                   | 58’                                                                                 |
| 15-11-2020                                                                          | Amsterdam                                                                           | Paesi Bassi                                                                         | 3 – 1                                                                               | Bosnia ed Erzegovina                                                                | UEFA Nations League 2020-2021 - 1º turno                                            | -                                                                                   | 78’                                                                                 |
| Totale                                                                              |                                                                                     | Presenze (10º posto)                                                                | 55                                                                                  |                                                                                     | Reti (9º posto)                                                                     | 10                                                                                  |                                                                                     |

## Palmarès
- Campionato bosniaco: 1

Željezničar: 2009-2010
- Coppa di Bosnia: 1

Željezničar: 2010-2011
- Campionato turco di seconda divisione: 1

Basaksehir: 2013-2014
- Campionato turco: 2

Basaksehir: 2019-2020
Trabzonspor: 2021-2022
- Supercoppa di Turchia: 1

Trazbonspor: 2022